# Dragontrail
Dragontrail, es una lámina transparente delgada de alta resistencia fabricada a partir de una combinación álcali-aluminosilicato, fabricado por Asahi Glass Co., similar al vidrio gorilla glass de Corning Incorporated.